# O Legalista
O Legalista Porto-Alegrense foi um jornal brasileiro editado em Porto Alegre.
Redigido por Francisco Luís da Costa Guimarães,iniciou sua circulação em 1º de agosto de 1836, encerrando suas atividades em 7 de outubro de 1836. Foi o primeiro dos jornais impressos na tipografia de Joseph Girard.